# Тейт, Лоренц
Лоре́нц Тейт (англ. Larenz Tate, род. 8 сентября 1975, Чикаго) — американский телевизионный и киноактёр. Наиболее известен по роли Питера Уотерса в фильме «Столкновение» и О-Дога в фильме «Угроза обществу». Тейт также появился в таких фильмах, как «Мёртвые президенты», «Одиночка», «Байкеры» и «Рэй».

## Ранняя жизнь
Тейт родился на Западной стороне Чикаго в семье Пегги и Ларри Тейтов. Он является самым младшим из трёх братьев (двое его братьев, Ларрон и Ламард, также являются актёрами). Семья Тейа переехала в Калифорнию когда ему было девять лет. Три брата убедили своих родителей отвести их на театральные курсы в городской центр культуры, однако они не воспринимали уроки серьёзно, пока их одноклассник Малькольм-Джамал Уорнер начал своё восхождение к славе после того, как его взяли в ситком «Шоу Косби». Поняв, что они могут добиться успехов на актёрском поприще, приложив к этому соответствующие усилия, братья стали получать небольшие роли, а в 1985 году Лоренц дебютировал в одном из эпизодов телесериала «Сумеречная зона».

## Карьера
После участия в таких телесериалах, как «Джамп стрит, 21» и «Чудесные годы», Тейт получил роль в мини-сериале «Женщины поместья Брюстер», а позже получил второстепенную роль Вилли Фаффнера, немезиды Стива Аркела в телесериале «Дела семейные» (1989). Он также был постоянным актёром телесериала CBS «Королевская семья», с Реддом Фоксом и Деллой Риз в главных ролях; шоу завершилось преждевременно из-за смерти Редда Фокса. В видео игре 187 Ride or Die Тейт озвучил главного героя, Бака.
После многочисленных небольших ролей ролей, на Тейта посыпались предложения и в конце 1992 года братья-продюсеры Альберт и Аллен Хьюзы предложили ему роль в своём дебютном полнометражном фильме «Угроза обществу». Тейт сыграл импульсивного подростка О-Дога, направив значительную часть собственной энергии на создание такого образа. После участия в непопулярном, но позже отмеченном критиками телесериале «Южный централ», Тейт появился в комедийно-драматическом фильме «Чернильница» (1994), а затем снова поработал с братьями Хьюз на съёмках фильма «Мёртвые президенты» и сыграл пострадавшего от любви поэта в романтической драме «Лов Джоунс» (1997). Лоренц Тейт также сыграл роль Кенни в одном из эпизодов «Принца из Беверли-Хиллз».
Затем последовали роли в фильме «Почтальон» (Форд Линкольн Меркьюри), байопике о Фрэнки Лаймоне «
Почему дураки влюбляются» (Тейт сыграл Лаймона), а также в фильме «Крах любви» (2000). Хотя в первые годы нового тысячелетия у Тейта не было больших ролей в кино, актёр сыграл в фильме «Байкеры» (2003) с Лоренсом Фишберном в главной роли; фильм был холодно воспринят критиками. Кроме того имя Тейта появилось в фильмах «Одиночка» (2003), «Столкновение» (2004) и «Рэй» (2004), в котором он сыграл легенду музыки Куинси Джонса, а также «Перехват» (2006). Кроме того Лоренц появился в клипе R&B певицы Ашанти на песню "Rain on Me", в котором предстал в роли ревнивого супруга Ашанти. Музыкальное видео затронуло тему бытового насилия. С 2007 по 2011 год Тейт играл постоянную роль в телесериале FX «Спаси меня» (пожарный Барт «Чёрный лебедь» Джонстон), а с 2013 по 2015 год — второстепенную роль в шоу «Обитель лжи» (Малкольм Каан).

## Личная жизнь
После болезненного расставания с Аннет Лэндон Айвори, Лоренц Тейт долгое время не завязывал новых отношений. Однако несколько лет спустя 30 ноября 2006 года он женился на Томасине Пэррот. У супругов есть трое сыновей.